# Jonas Oriensulanus
Jonas Nicolai Oriensulanus, född i Bolmsö i Småland, död 9 april 1646 i Mariestad, var en svensk biskop. 

## Biografi
Oriensulanus var född i en bondefamilj och studerade först vid Växjö Katedralskola och sedan vid universitetet i Wittenberg där han promoverades till Magister 1605. Vid hemkomsten förordnades han till rektor vid Nyköpings skola. Han blev superintendent i Mariestads superintendentia 1612, ett uppdrag som då stått vakant i två år. Han erhöll då rätten att viga präster något som hans företrädare inte haft. Oriensulanus ansågs vara nitisk och sträng. Ofta suspenderade han kyrkoherdar och komministrar från tjänst. Han lät förbättra undervisningen i Mariestads Trivialskola så att han kunde viga skolans elever till präster utan att de behövde universitetsstudier. Han begravdes i Mariestads domkyrka, en kyrka som han själv invigde 1619.

## Familj
Gift med Margareta Birgersdotter, dotter till kyrkoherden i Kalvsvik Birgerius Nicolai Wexionensis. Tillsammans maken fick hon barnen Benedicta (Bengta) f. 1611, Nicolaus (Nils) f. 1613, Johannes f. 1615, Daniel f. 1618 , Birger och Jonas. Alla sönerna tog sig namnet Röding. Sönerna Nicolaus, Johannes och Daniel drunknade i Vänern i en svår storm 13 april 1639.    